# Daniel Stephan
Daniel Stephan (født 3. august 1973 i Rheinhausen) er en tysk tidligere håndboldspiller, der spillede for den tyske bundesligaklub TBV Lemgo i perioden 1994-2008 og for de tyske landshold. Stephan blev i 1998 af IHF kåret til verdens bedste håndboldspiller. 

## Karriere

### Klubhold
Efter at have spillet for VfL Rheinhausen i sin ungdom kom Stephan i 1982 til OSC Rheinhausen, hvor han spillede til 1994. Derpå skiftede han til TBV Lemgo, hvor han spillede resten af sin karriere indtil 2008. Med Lemgo blev han tysk mester to gange (1997 og 2003), tre gange tysk pokalvinder samt europæisk pokalvinderes mester i 1996 og European League-vinder i 2006. I en kamp i 2005 mod HSG Wetzlar scorede han på samtlige sine elleve straffekast, hvilket er rekord for Bundesligaen (til og med 2018).

### Landshold
Stephan debuterede på det tyske landshold i 1994 og spillede i sin karriere 183 landskampe og scorede 590 mål. På grund af skader kom han aldrig til at spille VM-kampe for holdet, men han var med til at vinde EM-guld i 2004 i Slovenien. Til gengæld var han med til tre olympiske lege. Ved OL 1996 i Atlanta blev Tyskland nummer syv og i 2000 i Sydney nummer fem.
Bedst gik det ved ved OL 2004 i Athen, hvor Tyskland efter en tredjeplads i indledende pulje besejrede Spanien i kvartfinalen efter forlænget spilletid og straffekastkonkurrence. I semifinalen slog tyskerne det russiske hold, hvorpå det blev til sølvmedaljer efter nederlag i finalen på 24-26 til Kroatien, mens russerne fik bronze.

### Senere karriere i håndbold
I 2007, mens han stadig var aktiv, blev Stephan præsenteret som sportslig leder i Lemgo. Da det i 2010 ikke lykkedes Lemgo at kvalificere sig til Champions League, blev Stephan sammen med træner Markus Baur afskediget. I juni samme år fik han en tilsvarende stilling hos HSG Düsseldorf, men allerede året efter stoppede han efter eget ønske.